# Cambogia ai Giochi della XXVI Olimpiade
La Cambogia ha partecipato alle Giochi della XXVI Olimpiade di Atlanta, svoltisi nel 1996, con una delegazione di 5 atleti. Per lo stato asiatico è un ritorno alle Olimpiadi dopo un'assenza di 24 anni.

## Atletica leggera
Maratona maschile
- Rithya To — 105º posto (→ 2:47:01)

100 metri femminili
- Ouk Chanthan

## Nuoto
- Hem Lumphat
- Hem Reaksmey

## Lotta
- Vath Chamroeun